# Corriere di Maremma
Il Corriere di Maremma è un quotidiano di informazione italiano dedicato alla città di Grosseto, alla sua provincia e alla Maremma. Dopo essere stato in edicola solo come giornale cartaceo dal 13 aprile 2002 al 6 ottobre 2015 dal 15 settembre 2023 ha ripreso le pubblicazioni on line all'indirizzo corrieredimaremma.it . Appartiene al Gruppo Corriere di cui attualmente è direttore Sergio Casagrande, direttore di tutti i quotidiani del gruppo Corriere che ha come capostipite il Corriere dell'Umbria.
Fa parte dello stesso gruppo editoriale che comprende, oltre al Corriere dell'Umbria (che è l'antesignano delle testate del gruppo), i quotidiani del Corriere di Arezzo e del Corriere di Siena.
Attualmente ha sede a Grosseto in corso Carducci 26.